# Міністерство культури та стратегічних комунікацій України
Міністерство культури та стратегічних комунікацій України (МКСК) — належить до центральних органів виконавчої влади в Україні, теперішню назву має з 6 вересня 2024. В юридичному сенсі міністерство є юридичною особою публічного права, має печатку із зображенням Державного Герба України і своїм найменуванням, власні бланки, самостійний баланс, рахунки в органах Казначейства.
Міністерство забезпечує формування та реалізує державну політику: 
- у сферах культури, державної мовної політики, популяризації України у світі, державного іномовлення, інформаційного суверенітету України (у частині повноважень з управління цілісним майновим комплексом Українського національного інформаційного агентства “Укрінформ”) та інформаційної безпеки;
- у сферах відновлення та збереження національної пам’яті, мистецтв, охорони культурної спадщини, музейної справи, вивезення, ввезення і повернення культурних цінностей;
- у сфері медіа, інформаційній та видавничій сфері.

Діяльність міністерства спрямовує і координує Кабінет Міністрів України.

## Історія назви
2 вересня 2019 року в процесі адміністративної реформи було утворене Міністерство культури, молоді та спорту України (МКМС). Новоутворене міністерство перейняло функції ліквідованих:
- Міністерства інформаційної політики України
- Міністерства культури України та
- Міністерства молоді та спорту України[6].

23 березня 2020 року міністерство було перейменоване і отримало назву Міністерство культури та інформаційної політики України.
6 вересня 2024 року згідно Постанови Кабінету Міністрів України № 1028 Міністерство культури та інформаційної політики України було перейменоване на Міністерство культури та стратегічних комунікацій України.

## Керівництво та діяльність
Див. також Список міністрів культури України
З вересня 2019 по березень 2020 Міністром культури, молоді та спорту України 2020 працював Володимир Бородянський. Його першим заступником був Анатолій Максимчук, державним секретарем — Артем Біденко, заступниками міністра працювали Ірина Подоляк, Олексій Сівірін, Володимир Шумілін. Напрямок європейської інтеграці очолював заступник міністра Світлана Фоменко.
За повідомленням міністра Бородянського повноцінна робота новоствореного міністерства розпочалась 2 січня 2020 року. Значну частину функцій міністерство передало новоствореним центральним органам виконавчої влади, як-от Державні агентства: розвитку туризму; розвитку молоді та громадянського суспільства; спорту; з питань мистецтв та мистецької освіти, а також Державна служба охорони культурної спадщини України (ліквідована 12 січня 2022 року) і Державна інспекція культурної спадщини України (ліквідована 12 січня 2022 року).
Одночасно з реструктризацією відбулась зміна підпорядкування окремих закладів вищої освіти мистецького профілю, а саме — Київський університет культури і мистецтв було передано зі сфери управління Мінкульту до сфери управління МОНу, а 4 академії мистецтв (Київську, Харківську, Львівську і Закарпатську) — навпаки, зі сфери управління МОНу до сфери управління Мінкульту. Це призвело до затримання виплати заробітних плат і стипендій у цих навчальних закладах.
Найбільш резонансною законотворчою ініціативою новоствореного міністерства стала розробка так званого закону про дезінформацію. Ця ініціатива отримала критичну оцінку громадської спільноти та Моніторингової місії ООН з прав людини, як така, що може підривати свободу ЗМІ.
У квітні 2020 року міністерство було перейменоване, Мінстром культури та інформаційної політики був призначений Олександр Ткаченко (звільнений 27 липня 2023 року). Його першим заступником  працював Ростислав Карандєєв, а заступниками — Світлана Фоменко, Лариса Петасюк, Тарас Шевченко, Галина Григоренко. Напрямком цифрового розвитку, цифрових трансформацій і цифровізації опікувалася заступник міністра Анастасія Бондар (з серпня 2021). Державним секретарем був призначений Ярема Дуль.
З 28 липня 2023 по 4 вересня 2024 року обов'язки Міністра культури та інформаційної політики України виконував Ростислав Карандєєв.
У серпні 2022 року МКІП виступив з ініціативою надати англійській мові особливого статусу в Україні як мови міжнародного спілкування та встановлення її обов'язковості в окремих сферах. Цей законопроєкт розкритикували Л. Ніцой та І. Фаріон.
22 серпня 2022 року МКІП з агентством Banda Agency запустило флешмоб «#тризубнезалежності», в якому громадянам пропонувалось як вітання із Днем прапора показувати жест із трьох пальців: вказівного, середнього та мізинця (великий та безіменний при цьому мають бути зігнуті). Цей жест викликав хвилю критики через грубий сексуальний підтекст. У флешмобі встигли взяти участь міністр О.Ткаченко, поп-співачки Alyona Alyona, Lida Lee, Даша Астаф'єва та учасник гурту Kalush Orchestra MC КилимМен.
5 вересня 2024 року Верховна Рада України погодила призначення новим міністром культури Миколу Точицького. За проголосували 252 народних депутатів України.
28 липня 2025 року Кабінет Міністрів України тимчасово поклав виконання обов’язків міністерки культури та стратегічних комунікацій на Тетяну Бережну.

## ЦОВВ у сфері діяльності міністерства
Кабінет Міністрів України через Міністра культури та інформаційної політики спрямовує і координує діяльність таких центральних органів виконавчої влади:
- Державне агентство України з питань мистецтв та мистецької освіти (Держмистецтв);
- Державний комітет телебачення і радіомовлення України (Держкомтелерадіо);
- Український інститут національної пам'яті.